# مت ویکس
مت ویکس (انگلیسی: Matt Wicks؛ زادهٔ ۸ سپتامبر ۱۹۷۸) بازیکن فوتبال اهل بریتانیا است.
از باشگاه‌هایی که در آن بازی کرده‌است می‌توان به باشگاه فوتبال آرسنال، باشگاه فوتبال کرو آلکساندرا، باشگاه فوتبال پیتربورو یونایتد، باشگاه فوتبال برایتون اند هوو آلبیون، باشگاه فوتبال برایتون اند هوو آلبیون، باشگاه فوتبال هال سیتی، باشگاه فوتبال نیوکاسل یونایتد جتس، و تیم ملی فوتبال زیر ۱۷ سال انگلستان اشاره کرد.